# Deeds of Flesh
Deeds of Flesh to powstała w 1994 roku w Los Osos w Kalifornii amerykańska grupa muzyczna wykonująca brutalny death metal.

## Muzycy

### Obecny skład zespołu
- Erik Lindemark - gitara elektryczna, growling
- Sean Southern - gitara elektryczna
- Erlend Caspersen - gitara basowa (muzyk sesyjny)
- Mike Hamilton - perkusja

### Byli członkowie zespołu
- Jared Deaver - gitara elektryczna
- Joey Heaslet - perkusja
- Brad Palmer - perkusja
- Jimmy Tkacz - giatara elektryczna
- Jacoby Kingston - gitara basowa, growling

## Dyskografia
- Gradually Melted (EP, 1995)
- Trading Pieces (LP, 1996)
- Inbreeding the Anthropophagi (LP, 1998)
- Promo 1999 (Demo, 1999)
- Path of the Weakening (LP, 1999)
- Mark of the Legion (LP, 2001)
- Reduced to Ashes (LP, 2003)
- Crown of Souls (LP, 2005)
- Deeds Of Flesh: Live In Montreal (DVD, 2005)